# Буга, Вера Петровна
Вера Петровна Буга — советский хозяйственный, государственный и политический деятель, Герой Социалистического Труда.

## Биография
Родилась в 1935 году в Николаеве. Член КПСС с 1958 года.
С 1954 года — на хозяйственной, общественной и политической работе. В 1954—1985 гг. — звеньевая колхоза имени Чкалова в Хмельницкой области, рабочая Кишинёвского мясокомбината, рабочая, бригадир арматурщиков Кишинёвского завода железобетонных изделий и крупнопанельного домостроения № 4 треста «Стройиндустрия» Министерства промышленности строительных материалов Молдавской ССР.
Указом Президиума Верховного Совета СССР от 19 марта 1981 года присвоено звание Героя Социалистического Труда с вручением ордена Ленина и золотой медали «Серп и Молот».
Почётная гражданка Кишинёва.
Избиралась депутатом Верховного Совета Молдавской ССР 7-го созыва, Верховного Совета СССР 9-го и 10-го созывов.
Делегат XXV съезда КПСС.
Скончалась 31 декабря 2019 года.